# Mińska Fabryka Ciągników Kołowych

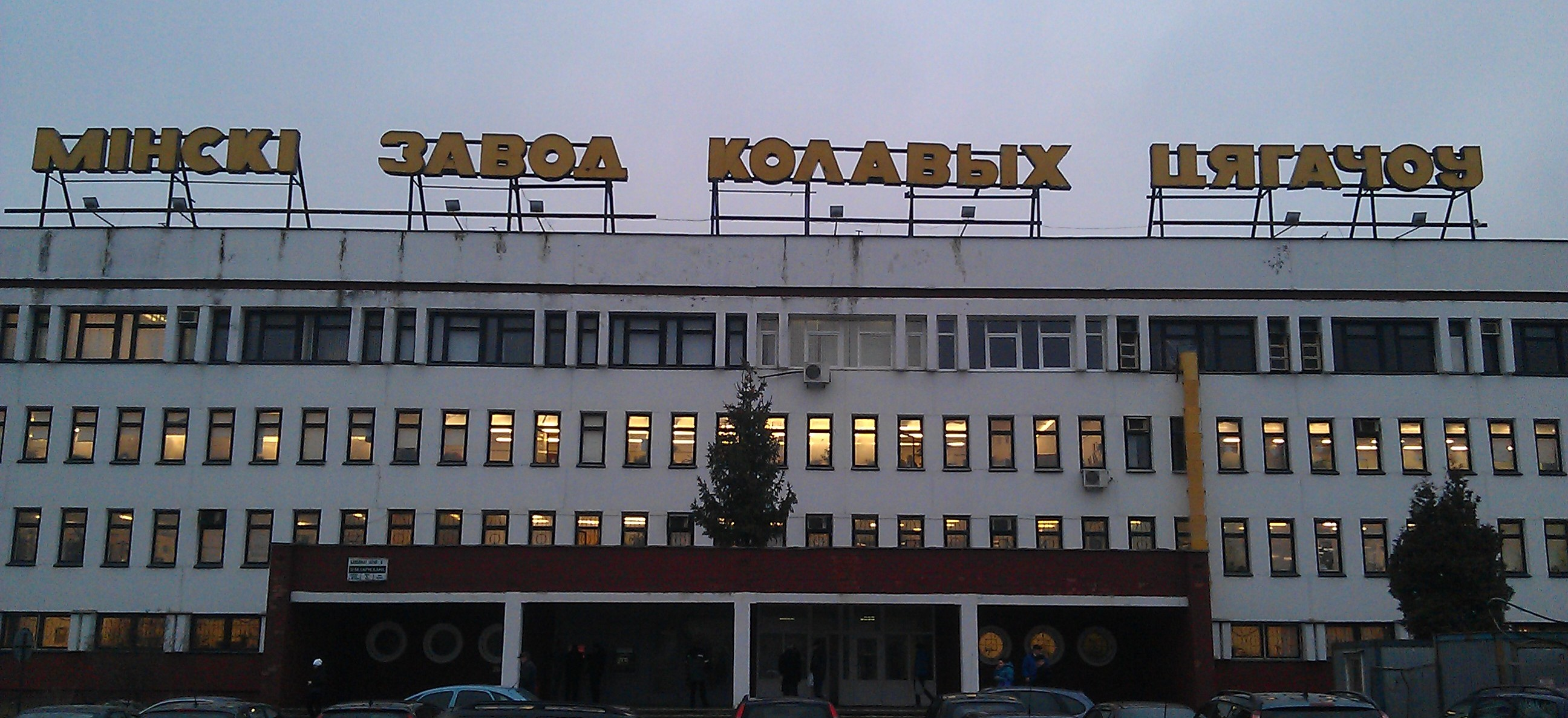
Fabryka MZKT

MZKT (biał. МЗКЦ – Мінскі завод колавых цягачоў; Mińska Fabryka Ciągników Kołowych, ros. МЗКТ – Ми́нский заво́д колёсных тягаче́й) – białoruski producent pojazdów ciężarowych, ciągników kołowych oraz podwozi specjalnych, mający swoją siedzibę w stolicy Białorusi – Mińsku. Ciężarówki cywilne sprzedawane są pod marką Volat.

## Historia
W 1954 roku przy Mińskiej Fabryce Samochodów powstało specjalne biuro projektowe zajmujące się ciągnikami artyleryjskimi i ciężkimi transporterami broni dla armii ZSRR. W 1991 roku wraz z rozpadem ZSRR i odłączeniem się Białorusi fabryka została wydzielona z MAZ jako Mińska Fabryka Ciągników Kołowych.

## Sankcje
W 2020–2021 r. MZKT został dodany do listy sankcyjnej UE, Szwajcarii i Wielkiej Brytanii.
W 2022 roku MZKT wraz z dyrektorem Aliaksejem Rymaszeuskim i wicedyrektorem Aliaksandrem Wietjanewiczem znalazł się na amerykańskiej liście Specially Designated Nationals and Blocked Persons oraz na listach sankcyjnych Wielkiej Brytanii, Australii, Kanady, Nowej Zelandii i Ukrainy. Ponadto Japonia nałożyła sankcje na MZKT.

## Galeria

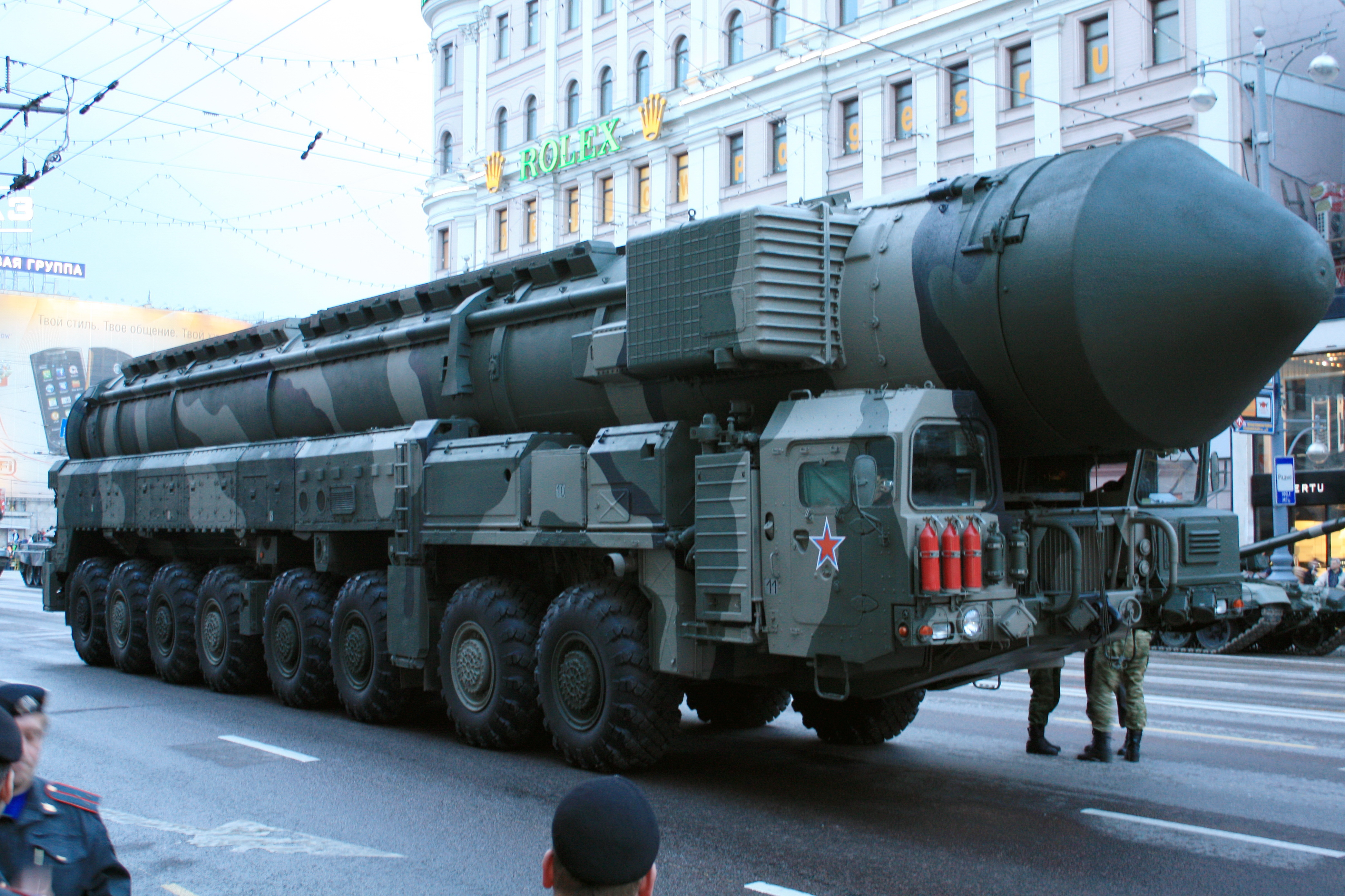
Volat MZKT-79221
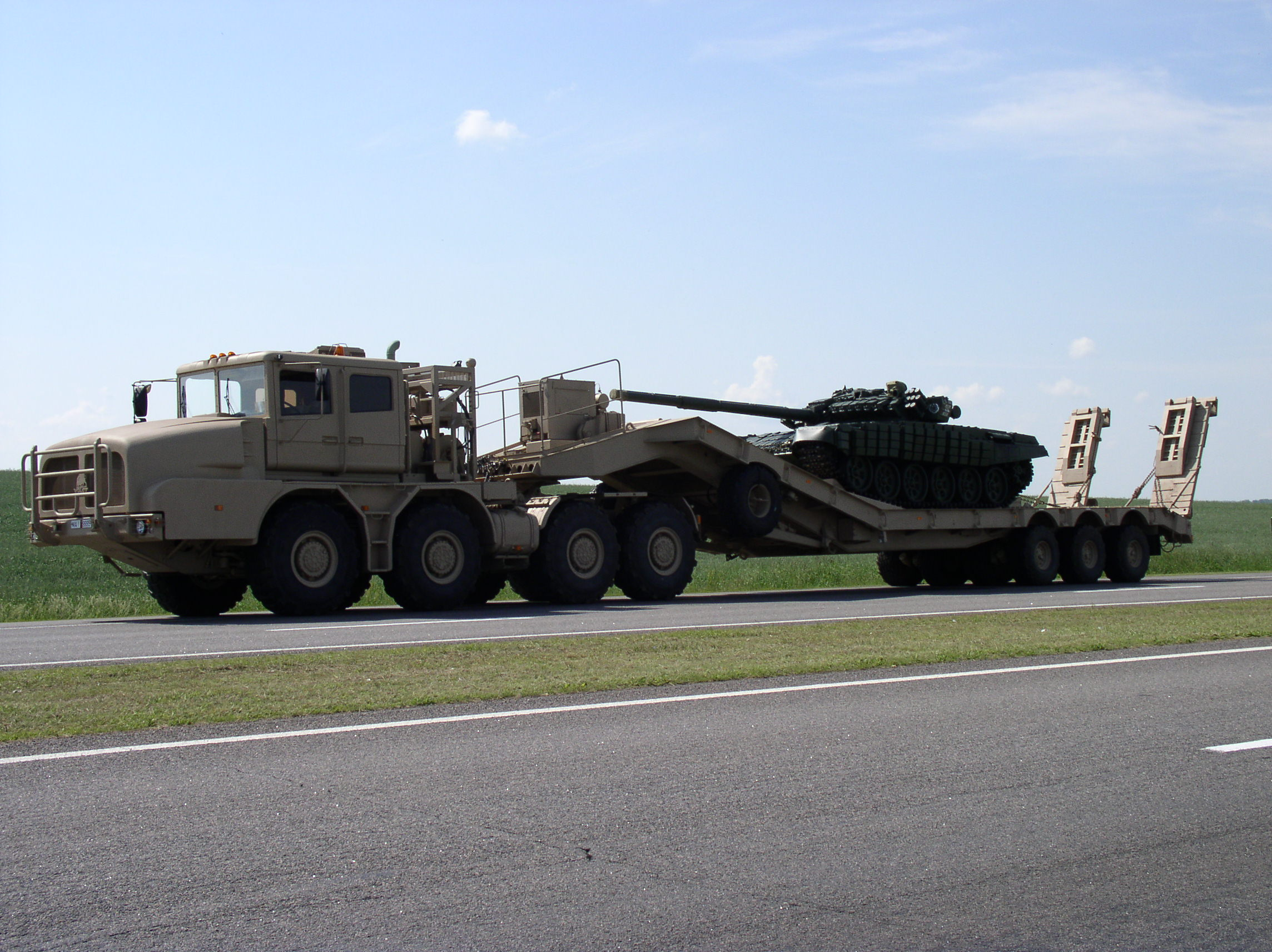
Volat MZKT-74135 transportujący czołg T-72
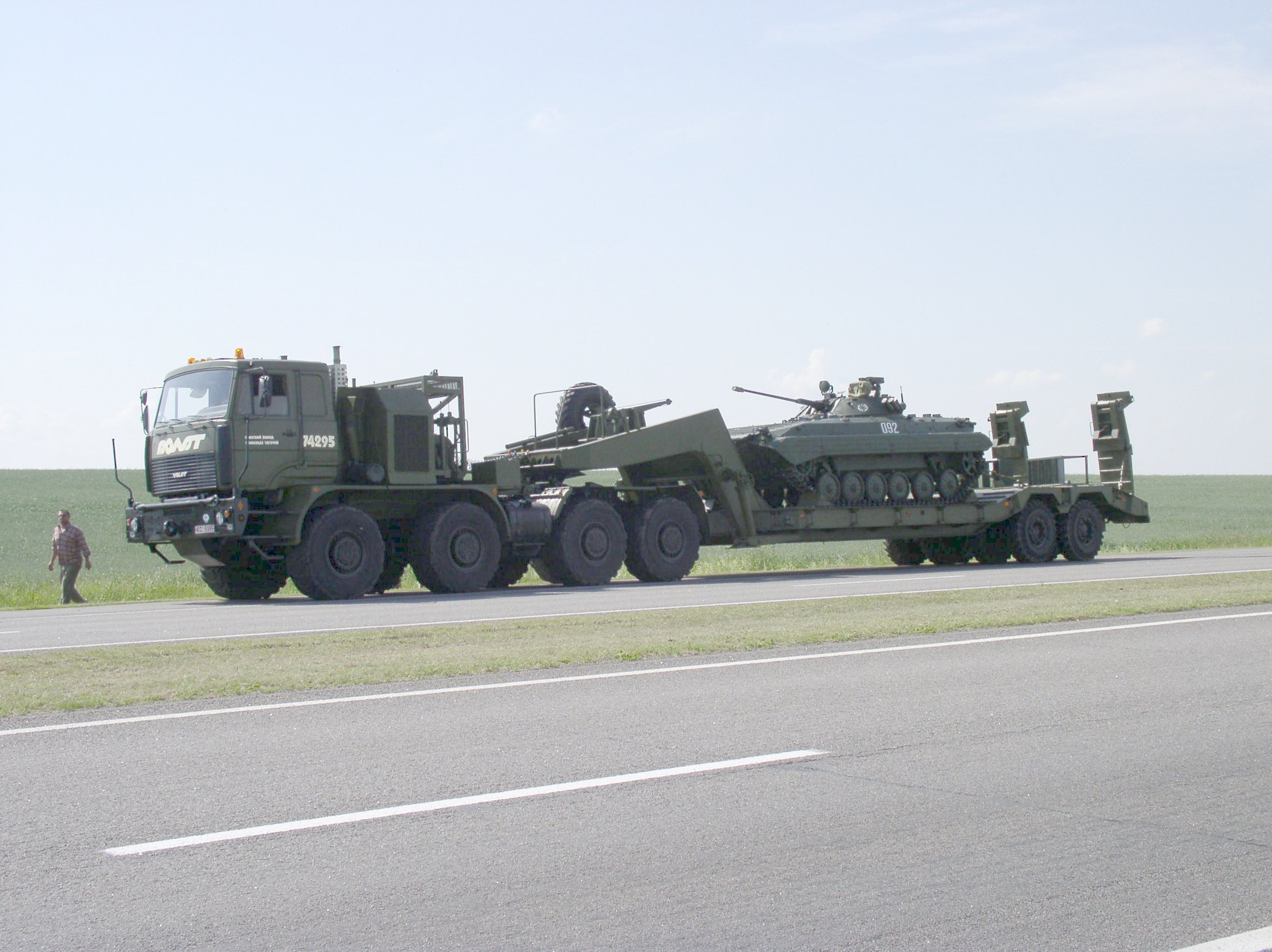
Volat MZKT-74295 transportujący BMP-2
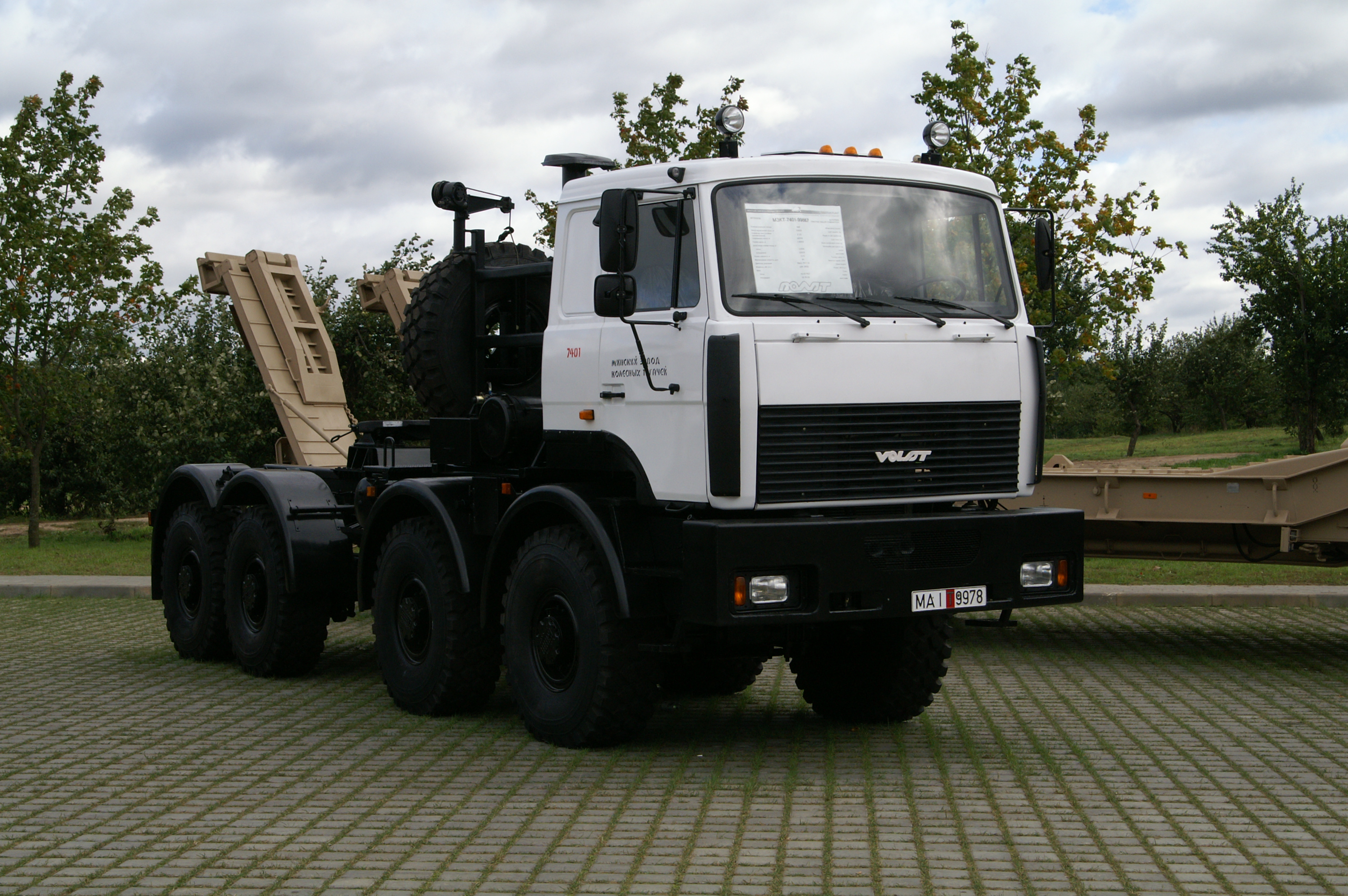
Volat MZKT-7401
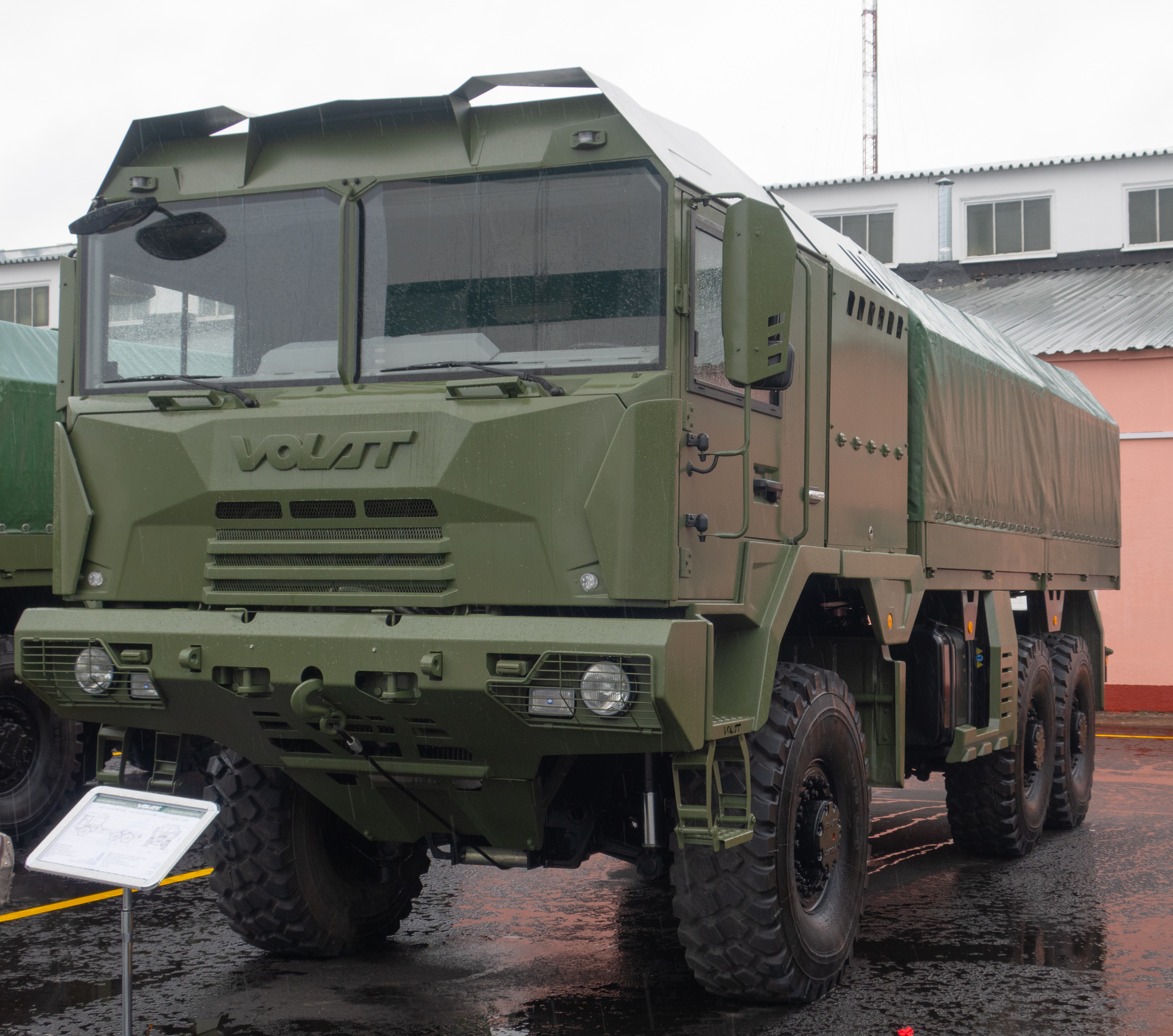
Volat MZKT-600103
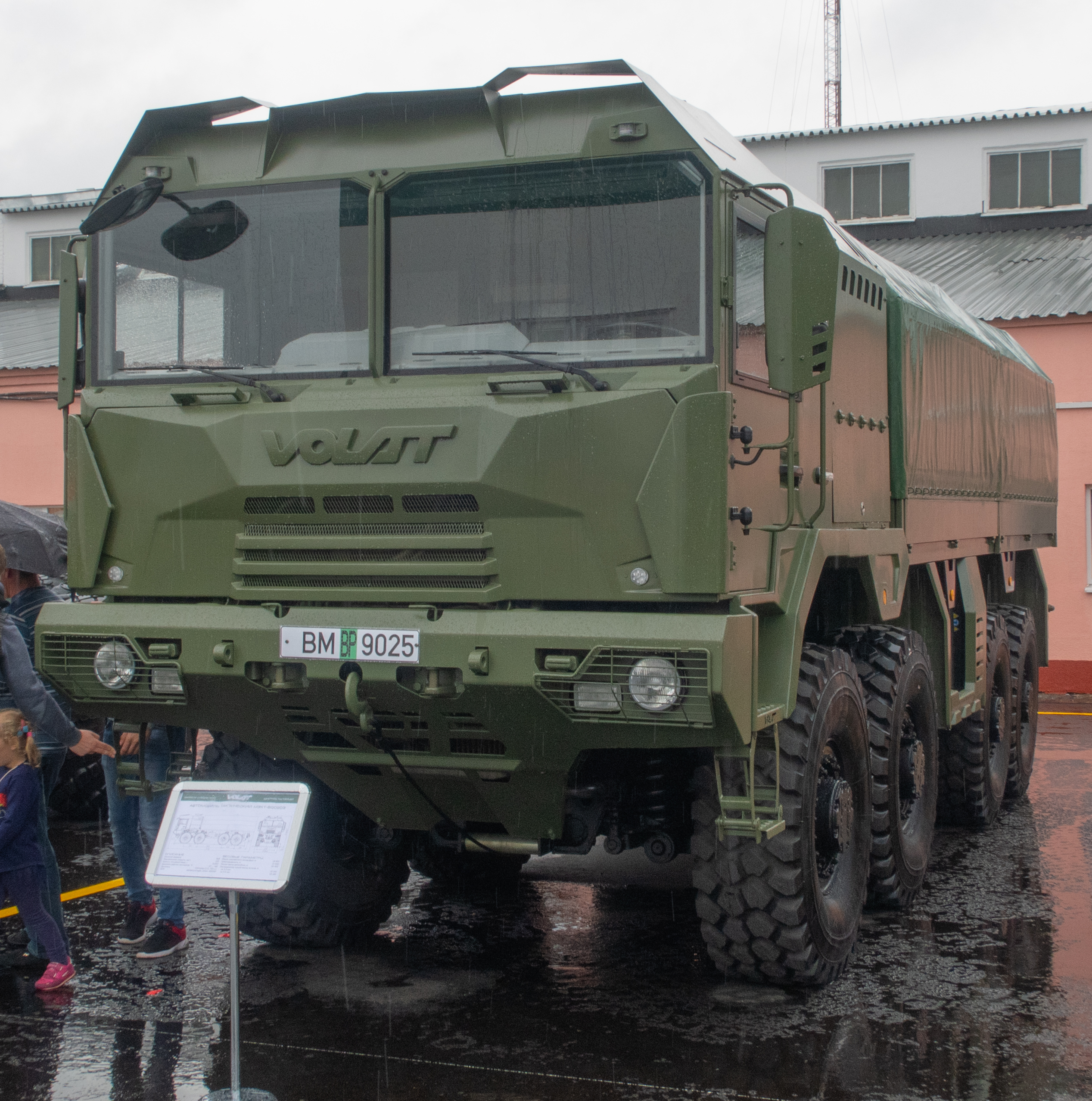
Volat MZKT-600203
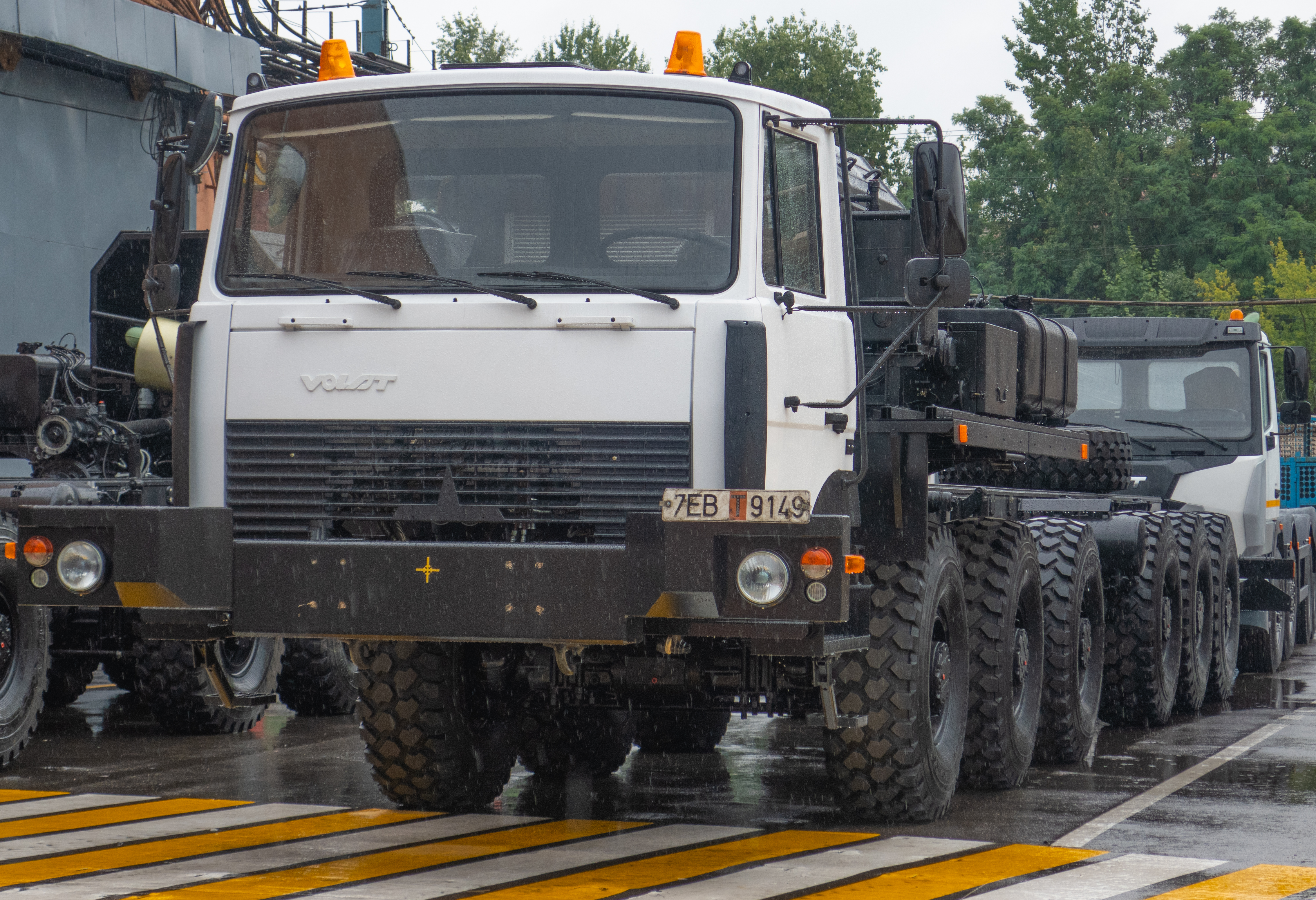
Volat MZKT-700300
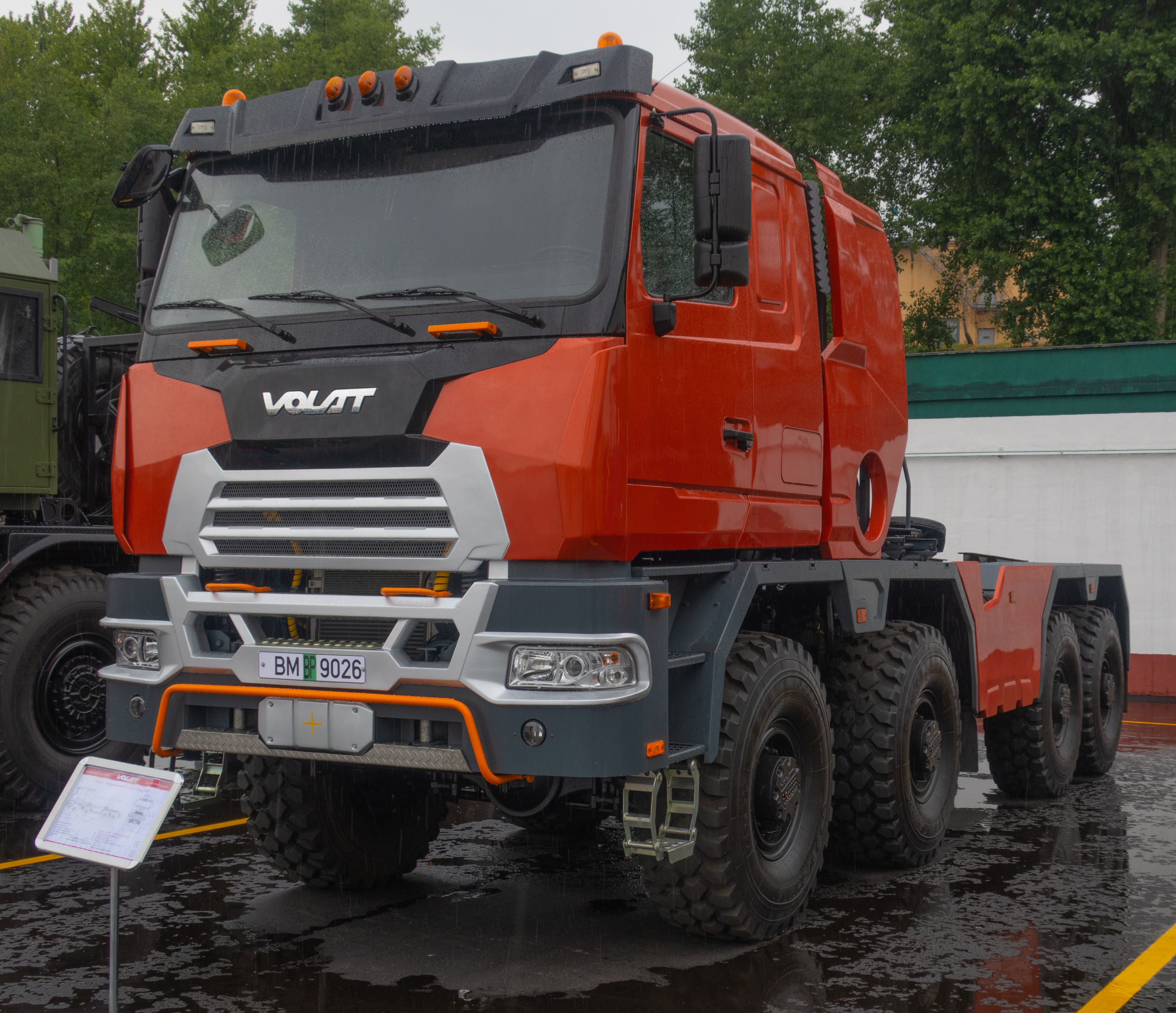
Volat MZKT-750440
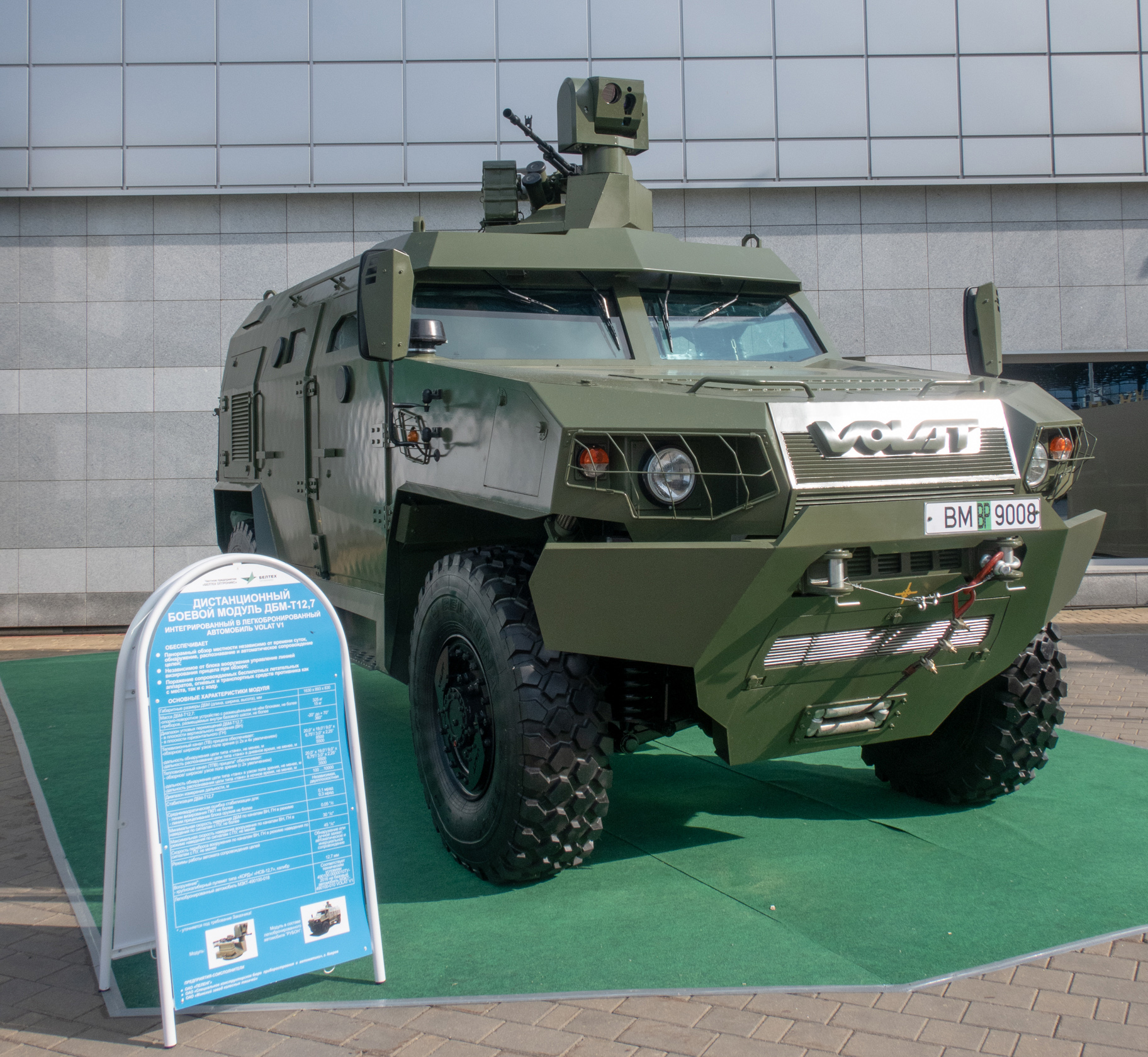
Volat V1
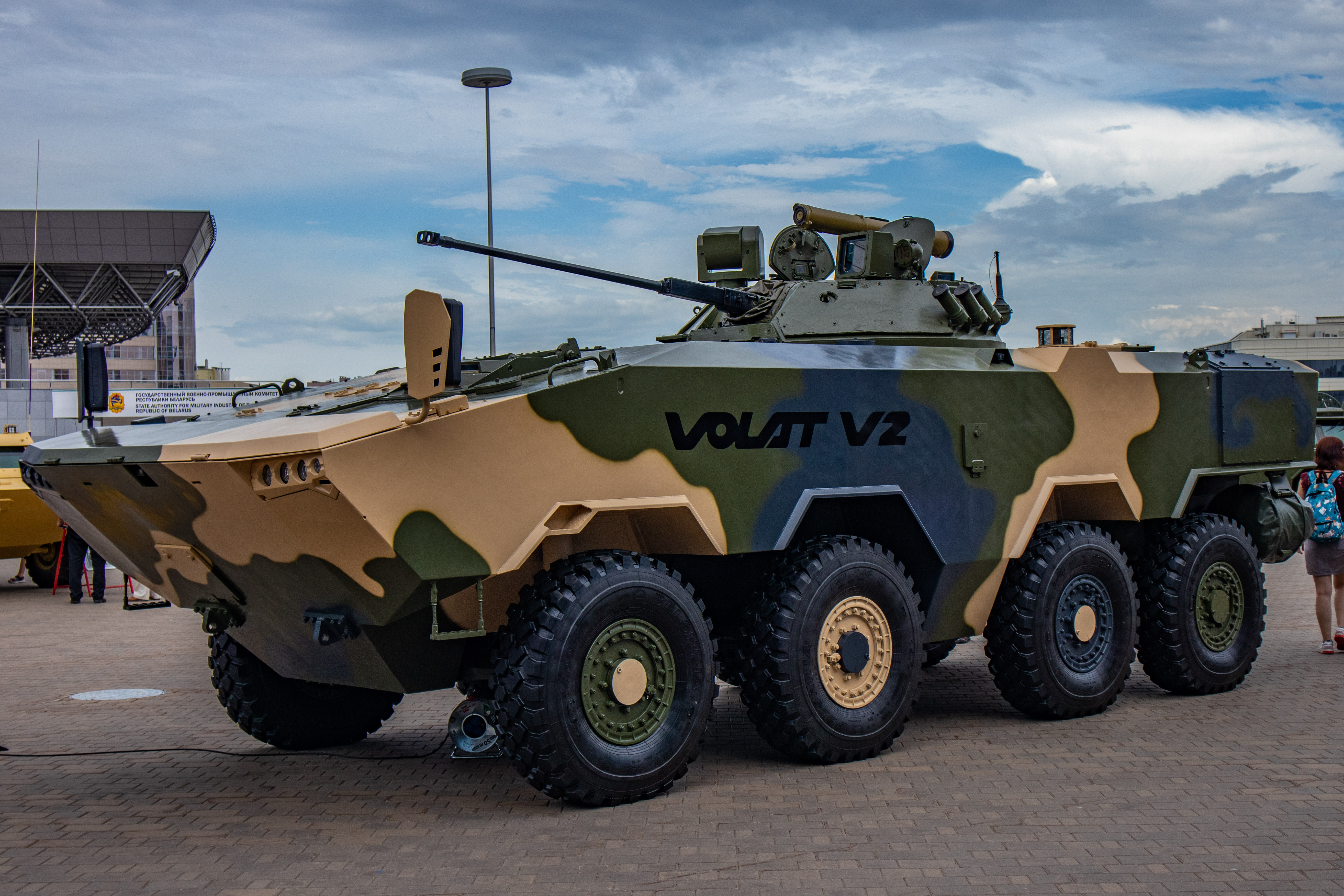
Volat V2